# Рабишко језеро
Рабишко језеро (буг. Рабишко езеро) је највеће и најстарије тектонско језеро у Бугарској.
Језеро се налази на северозападном делу земље, између села Рабиша у општини Белоградчик и села Толовица у општини Макреш. Од Видина је удаљено око 40 километара. Површина језера износи 3,25 km², просечна дубина је 10 m, а највећа 15 метара. Језеро представља ретку аномалију јер нема ниједну отоку, а готово да нема ни слив. Изнад језера издиже се узвишење Рабишка могила, а на 2 километара од језера се налази позната пећина Магура.
Међу локалним становништвом постоји легенда о постојању чудовишта у језеру. Описано је као чудовиште са људским телом, главом бика и шкргама делфина. Језеро је повољно за пливање и сурфовање, али је и атрактивна локација за лов на птице које настањују околину језера и риболов (шаран, толстолобик, бели амур и сом).